# Фундаментальная система решений
Фундаментальная система решений (ФСР) системы линейных однородных уравнений (алгебраических или дифференциальных) — максимальный (то есть содержащий наибольшее возможное число элементов) набор линейно независимых решений этой системы.
Это определение можно сформулировать следующим эквивалентным образом: множество всех решений системы линейных однородных уравнений образует векторное пространство, и базис этого пространства называется ФСР данной системы. Зная ФСР некоторой системы линейных однородных уравнений, из неё можно сконструировать общее решение системы в виде линейной комбинации решений, входящих в ФСР.

### Дифференциальные уравнения
- Арнольд В. И. Обыкновенные дифференциальные уравнения. — М.: Наука, 1966.
- Петровский И. Г. Лекции по теории обыкновенных дифференциальных уравнений. — М.: Наука, 1970.
- Понтрягин Л. С. Обыкновенные дифференциальные уравнения. — М.: Наука, 1974.

### Линейная алгебра
- Курош А. Г. Курс высшей алгебры. — М.: Наука, 1968.